# Hank the Knife and the Jets
Hank the Knife and the Jets ist eine Rock-’n’-Roll-Band aus den Niederlanden, die durch das Stück Guitar King bekannt wurde.

## Bandgeschichte
Gegründet wurde die Band 1974 von dem ehemaligen Bassisten von Long Tall Ernie & The Shakers Henk Bruysten († 28. Dezember 2024) als Moment Darling, die unter dem Plattenlabel Pink Elephant ihre einzige Single Love Centaur mit der B-Seite Lazy Daisy veröffentlichte. Nach mäßigem Erfolg benannte sich die Band im gleichen Jahr um in Hank the Knife and the Jets. Die Besetzung bestand zu dem Zeitpunkt aus Henk Bruysten (Gesang, Solo/Lead-VI-Bass), Alan Pierre Beek († 24. Mai 2009) (Gesang, Gitarre), Jan van Haaften (Bass, Gesang), Rob Mijnhart (Schlagzeug) und Hans van Geffen († 1. Mai 2006) (Gitarre).
1975 erhielten sie bei EMI Holland ihren ersten Plattenvertrag für die Single Guitar King, die von Roy Beltman produziert wurde. Dieser Titel wurde ihr erster größerer Erfolg. Er landete in den Niederlanden auf Platz 2, in Belgien auf Platz 1 und in Deutschland auf Platz 4 der Single-Charts. Die Nachfolgesingle Stan the Gunman wurde in den Niederlanden und in Belgien ein Nummer-1-Hit, in Deutschland errang sie Platz 9. Die B-Seite enthielt eine Instrumentalversion namens Catherina Serenade. Das zeitgleich produzierte Album The Guitar King floppte allerdings.
Die nächste Single Yesterday Star konnte nur noch in den Niederlanden einen Chartplatz auf der 14 erreichen und die Auskopplung Crazy Cats platzierte sich gar nicht mehr. In der Folge trennte sich die Band von ihrem Schlagzeuger Eugene Arts sowie dem Gitarristen, den ehemals bei Long Tall Ernie & The Shakers spielenden Gitarristen Alfons Haket. Auch dieser Wechsel brachte keinen Erfolg und die 1977 produzierte Single Ennio floppte ebenfalls, in der Folge brach die Band auseinander und stoppte die Aufnahmen zu The Man with The Golden Guitar, das entsprechend nicht mehr erschien.
Mehrere in den 80ern produzierte Singles wie „Crazy Guitar“, „LadyKiller“ und die Single „Zorro“, unter dem Pseudonym „Wild Bunch“ in Zusammenarbeit mit Long Tall Ernie erreichten Achtungserfolge. Kommerziell konnten sie allerdings nie mehr an die vorhergegangenen Erfolge anknüpfen.
1993 wurden die Klassiker von Hank the Knife zusammen mit den Crazy Cats neu eingespielt und von Koch-Records produziert. Diese CD erschien unter dem Namen Diamonds. Bruysten spielte danach als Hank the Knife and the Silver Cadillacs bei verschiedensten Veranstaltungen in den Niederlanden. Seit 2001 tritt Hank the Knife and the Jets wieder in der Originalbesetzung auf und spielt Rock-’n’-Roll-Klassiker auf Tanzveranstaltungen.
Im Jahr 2002 wurde das Album First Gear veröffentlicht, 2005 erschien die Single Lumberjack, 2006 Next Time in Aspen (eine gesponserte Produktion der niederländischen Tankstellenkette Aspen). Das Album Black erschien im Mai 2007. Im Jahr 2011 wurde Six Bass Man veröffentlicht, welche bislang ausschließlich über die Homepage vertrieben wird.

## Diskografie

### Alben
| Jahr | Titel                               | Höchstplatzierung, Gesamtwochen, AuszeichnungChartplatzierungen (Jahr, Titel, Platzierungen, Wochen, Auszeichnungen, Anmerkungen) | Höchstplatzierung, Gesamtwochen, AuszeichnungChartplatzierungen (Jahr, Titel, Platzierungen, Wochen, Auszeichnungen, Anmerkungen) | Anmerkungen |
| Jahr | Titel                               | DE | NL | Anmerkungen |
| ---- | ----------------------------------- | --- | --- | ----------- |
| 1975 | Guitar King                         | DE39 (2 Wo.)DE | — |             |
| 1980 | Crazy Guitar                        | — | NL45 (2 Wo.)NL |             |
| 1980 | The Golden Years of Dutch Pop Music | — | NL95 (1 Wo.)NL |             |

Weitere Alben
- 1985: Greatest Hits of Hank The Knife (auch bekannt als: Yesterday Star)
- 1994: Diamonds
- 2002: First Gear
- 2007: Black
- 2011: Six Bass Man

### Singles
| Jahr | Titel Album                 | Höchstplatzierung, Gesamtwochen, AuszeichnungChartplatzierungen (Jahr, Titel, Album, Platzierungen, Wochen, Auszeichnungen, Anmerkungen) | Höchstplatzierung, Gesamtwochen, AuszeichnungChartplatzierungen (Jahr, Titel, Album, Platzierungen, Wochen, Auszeichnungen, Anmerkungen) | Anmerkungen                                                          |
| Jahr | Titel Album                 | DE | NL | Anmerkungen                                                          |
| ---- | --------------------------- | --- | --- | -------------------------------------------------------------------- |
| 1975 | Guitar King                 | DE4 (29 Wo.)DE | NL2 (11 Wo.)NL | B-Seite: Ghost Town                                                  |
| 1975 | Stan the Gunman Guitar King | DE9 (13 Wo.)DE | NL1 (9 Wo.)NL | B-Seite: Catherina Serenade                                          |
| 1976 | Yesterday Star –            | DE38 (5 Wo.)DE | NL14 (5 Wo.)NL | B-Seite: Only One Promise                                            |
| 1976 | Crazy Cat –                 | — | NL31 (3 Wo.)NL | B-Seite: Price of Fame                                               |
| 1980 | Crazy Guitar                | — | NL8 (8 Wo.)NL | B-Seite: The Return of the Knife als Hank the Knife & The Crazy Cats |

Weitere Singles
- 1974: Love Centaur (als Moment Darling)
- 1977: Ennio (B-Seite: Cracker Jack)
- 1980: Crazy Guitar (B-Seite: The Return of the Knife)
- 1980: Diamonds (B-Seite: Six bass Man)
- 1981: Johnny & Honey (B-Seite: Song for Kim)
- 1982: Zorro (unter dem Namen: „Wild Bunch“ feat. Long Tall Ernie)
- 1988: Ladykiller (B-Seite: Winner of the Race)
- 2005: Lumberjack
- 2006: Next Time in Aspen
- 2008: Lumberjack
- 2014: Playing You